# Хуртова къща
Хуртовата къща (на гръцки: Αρχοντικό Χούρτα) е възрожденска къща в град Костур, Гърция.

## Местоположение
Къщата е била разположена в северната традиционна махала Позери (Апозари) на улица „Циациапас“ № 4, до Циациаповата къща.

## История
Сградата е била двуетажна. В 1965 година е обявена за паметник на културата. В началото на XXI век е разрушена поради липса на поддръжка.